# جينيفر فوكس
جينيفر فوكس (بالإنجليزية: Jennifer Fuchs)‏ هي لاعب كرة مضرب أمريكية، ولدت في 2 يوليو 1967.

## وصلات خارجية
- جينيفر فوكس على موقع رابطة محترفات التنس (الإنجليزية)
- جينيفر فوكس على موقع الاتحاد الدولي لكرة المضرب (الإنجليزية)
- جينيفر فوكس على موقع خلاصة التنس.كوم (الإنجليزية)